# Girayen
Girayen ist eine Einöde auf der Gemarkung Haidgau von Bad Wurzach im Landkreis Ravensburg.

## Lage
Girayen liegt am Südosthang des Haisterkircher Rückens im Naturraum der Riß-Aitrach-Platten (Naturraum-Nr. 41), welcher zur Großlandschaft Donau-Iller-Lech-Platte (Großlandschaft-Nr. 4) gehören.
Girayen liegt geografisch etwa:
- 260 m östlich von Baurenhof
- 300 m nördlich von Klingenhof
- 650 m südlich von Ehrensberg
- 1,2 km nordöstlich von Mennisweiler
- 1,5 km südwestlich von Haidgau[3]

Hydrologisch liegt der Fischers im Gewässereinzugsgebiet der Aitrach, welche über Iller und Donau in das Schwarze Meer entwässert. Direkt an den Westrand von Girayen grenzt das Einzugsgebiet der Osterhofer Ach, welche über die Umlach und die Riß ebenfalls in die Donau mündet.

## Verkehrsanbindung
Girayen ist über Gemeindeverbindungswege an das Straßennetz angebunden. Einer führt von der Siedlung nach Südosten über Klingenhof auf die Landesstraße L 314. Ein weiterer Weg führt von Zwings an der L 314 nach Fischers aus weiter über Girayen nach Ehrensberg.

### ÖPNV
Die nächsten Bahnanschlüsse befinden sich in Bad Waldsee und Bad Wurzach. Der Bahnhalt Bad Waldsee ist mit dem Pkw über Ehrensberg und Hittisweiler etwa 7 km entfernt. Mit dem Fahrrad beträgt die Strecke über Ehrensberg und das Tannenbühl ca. 6,9 km, wobei 49 Höhenmeter bergauf und 156 Höhenmeter bergab zu überwinden sind. Der Bahnhof Bad Wurzach ist mit dem Pkw über die L 314 in etwa 7,3 km erreichbar. Mit dem Fahrrad sind es über Baschers und Ziegelbach rund 8,9 km, mit 20 Höhenmetern bergauf und 71 Höhenmetern bergab.

### Radverkehr
Fischers ist nicht an das Radnetz Baden-Württemberg angebunden. Die nächsten Anschlüsse an das Netz sind bei Haisterkirch (über Ehrensberg): 2,8 km entfernt, mit 19 Höhenmetern bergauf und 79 Höhenmetern bergab und in Bad Wurzach (über Baschers und Ziegelbach): 8,9 km entfernt, mit 26 Höhenmetern bergauf und 79 Höhenmetern bergab.